# 胡淵 (晉朝)
胡淵（247年—301年），字世元，小字鷂鴟，安定郡臨涇縣人，曹魏車騎將軍胡遵之孫，西晉秦州刺史胡烈之子。

## 事蹟
曾隨軍鍾會參與了魏滅蜀之戰。蜀漢滅亡後，由父親遣人告知鍾會企圖謀反，便和衛瓘一起誅殺鍾會，此時年僅十八。
元康六年為豫章太守，後來在八王之亂時受趙王司馬倫調度、與齊王司馬冏軍隊交戰、屢次獲勝時，被成都王司馬穎打敗而投降並被殺。